# 一夜狂奔
《一夜狂奔》（英語：Run All Night）是一部2015年美國驚悚動作片，由豪梅·寇勒特-瑟拉執導，連恩·尼遜、喬爾·金納曼與艾德·哈里斯主演。電影定於2015年3月13日在美國發布，台灣則於2015年3月12日上映。電影獲得尚可的評價，但票房表現不佳，全球僅收入7156萬美元。

## 劇情
吉米·康倫是紐約布魯克林區中為愛爾蘭黑幫賣命的黑幫殺手，其令人聞風喪膽程度得到外號「挖墓者」，如今年邁的他因過去罪行飽受精神折磨，妻離子散並一人天天酗酒消遣。他的兒子麥可身為一名退休的職業拳擊手，如今在拳擊場裡當教練，因為對父親吉米的行為深感厭惡，多年來沒有叫他一聲“爸爸”，還希望他遠離其妻子蓋貝麗拉和兩個女兒。愛爾蘭黑幫老大尚恩·麥奎爾是吉米的前老闆兼長年好友，他們兩人曾經一起打拼江山，儘管歲月流逝催人老，依舊不影響彼此的好交情。直到一天晚上，開加長轎車做閒職的麥可陪他的學徒雷格斯送乘客時，剛巧目睹尚恩的兒子丹尼因為一筆毒品生意糾紛而掏槍殺死對頭毒販，雷格斯的手機錄下一切，丹尼試圖想殺死他們兩人滅口，但麥可和雷格斯均棄車逃脫，得知這件事的尚恩聯絡吉米來協調此事。
吉米來到麥可家裡希望他能隱瞞實事情經過，但麥可不想和父親合作，而吉米突然注意到追來的丹尼準備槍殺麥可時，為保護兒子的他情急之下掏槍殺死丹尼。吉米向尚恩匯報完丹尼已死後，兩名為丹尼賣命的腐敗警察將麥可帶走準備殺他滅口，吉米只好追上去射殺兩名警察解救出麥可。父子倆擺脫身後跟隨的尚恩派去的殺手後搭地鐵逃亡，由於吉米殺警察一幕被市民目擊、加上麥可被尚恩栽贓嫁禍，導致全紐約市警察開始追捕他們父子倆，由追緝吉米三十年的哈汀警探帶領。麥可勉強答應最後陪吉米一整晚來解決這件事，吉米獨自和尚恩會面商討，一心想為兒子報仇的尚恩徹底跟吉米決裂友情，聲言他會將吉米和麥可一家人趕盡殺絕。吉米逃走後希望麥可先將妻女們送至吉米父親遺留的森林小屋裡避風頭，他們父子倆去找錄下丹尼殺人證據的雷格斯以證明麥可的清白。
吉米和麥可來到雷格斯住的公寓樓得知他沒有回家時，公寓住戶目擊到嫌疑犯而報警叫來大批警察，疏散大樓時不慎引起公寓火災。這時，尚恩派出他的王牌殺手普萊斯趁亂進入公寓裡追殺他們父子倆，吉米獨自和他對打時受傷，麥可因為無法殺人而協助吉米逃離現場。當父子倆躲入吉米兄弟艾迪的家裡時，艾迪揭露吉米當初為了尚恩不惜殺死自己的表兄，導致麥可一氣之下背離父親去查看家人安危。為了終結這次血腥糾紛，吉米見尚恩執迷不悟後走入他的酒吧大開殺戒，殲滅在場所有殺手後，追上並親手結束尚恩的性命。另一方面，雷格斯來到警局，為哈汀交出證據來證明麥可被陷害。
結束恩怨的吉米回到木屋見到兒子，通知他無需再擔心黑幫追殺，經過一晚同生共死而逐漸諒解父親的麥可，正式將他介紹給自己的家人們。吉米寫下他多年來所殺之人的名單，聯繫哈汀前來準備自首來贖罪，但普萊斯因為搜過吉米家中而找到木屋位置，依然趕來追殺他們。在森林槍戰中，身負槍傷的吉米拿起他父親遺留的獵槍，一槍命中普萊斯頭部而救下兒子一命。麥可跑上前關切吉米時叫他一聲“爸爸”，對此欣慰的吉米最終傷重身亡，死前一手交出名單，得以讓趕來的哈汀結案。事後，麥可陪家人回到紐約繼續生活，並且原諒並接納父親而擺出他們父子的合照。

## 演員
| 演員                | 角色                                          |
| 連恩·尼遜           | 吉米·康倫（Jimmy Conlon）                     |
| 喬爾·金納曼         | 麥克·康倫（Mike Conlon）                      |
| 凡夫俗子            | 普萊斯（Mr. Price）                           |
| 艾德·哈里斯         | 尚恩·麥奎爾（Shawn Maguire）                  |
| 珍妮西斯·羅德里格茲 | 蓋貝麗（Gabrielle）                           |
| 文森·唐諾佛利歐     | 美國紐約市警察局警官哈汀（Detective Harding） |
| 波伊德·霍布魯克     | 丹尼·麥奎爾（Danny Maguire）                  |
| 霍特·麥凱蘭尼       | 法蘭克（Frank）                               |
| 馬爾科姆·古德溫     | 科爾斯頓（Colston）                           |

## 製作
電影於2013年10月3日開拍。2014年12月4日，宣布作曲家Junkie XL將為電影配樂。

## 發行

### 評價
爛番茄根據129位專業影評人有60％的新鮮度，觀眾支持率64％，平均得分5.6／10。Metacritic基於33條評論得分59（滿分100），代表評價好壞平均參雜。電影整體取得好壞平均參雜的評價。

### 票房
美國首週末收入1100萬美元，位於第一名《仙履奇緣》（7010萬美元）之後；次周末取得511万列第三。

## 外部連結
- 互联网电影数据库（IMDb）上《Run All Night》的资料（英文）
- 爛番茄上《Run All Night》的資料（英文）
- AllMovie上《Run All Night》的资料（英文）
- Box Office Mojo上《Run All Night》的資料（英文）
- Metacritic上《Run All Night》的資料（英文）